# Ryu Hyoyoung
 (novembre 2021).
Ryu Hyoyoung (류효영) (née le 22 avril 1993 à Gwangju) est une actrice, rappeuse et chanteuse sud-coréenne.

## Biographie
Membre du groupe 5DOLLS et CO-ED school de l'agence Core Contents Media, Ryu Hyoyoung a gagné le titre de Miss Chunhyang en 2010.
C'est la sœur jumelle de Ryu Hwayoung, ex-rappeuse du girl's band T-ARA.

## Filmographie

### Dramas
- 2010 : Jungle Fish 2 - Jung Yoomi (KBS2, 2010)
- 2011 : The Greatest Love - Ha Ru Mi (MBC, 2011)
- 2012 : School 2013 - Lee Kang Joo (KBS2, 2012)